# Pterolophia australis
Pterolophia australis là một loài bọ cánh cứng trong họ Cerambycidae.